# Kulturhistorisches Museum (Mühlhausen/Thüringen)
Das Kulturhistorische Museum (früher Museum am Lindenbühl) ist im Haupthaus der Mühlhäuser Museen in Mühlhausen/Thüringen untergebracht. Zu den Mühlhäuser Museen gehören außerdem die Marienkirche, die Kornmarktkirche und die historische Wehranlage. Träger dieser Museen ist der Zweckverband Mühlhäuser Museen.

## Beschreibung
Das Gebäude im Stil der Neorenaissance steht auf dem Lindenbühl. Es wurde ursprünglich zwischen 1868 und 1870 als Gymnasium erbaut. Um Platz für den Bau des Gebäudes zu machen, wurde an dieser Stelle in die Stadtmauer eine große Bresche geschlagen. Es war die erste in die Stadtmauer geschlagene Bresche, deren Zwecke ausschließlich dem Bau eines neuen Gebäudes diente.
Hauptsächlich museal genutzt wird es seit 1928 mit der Gründung eines Heimatmuseums. 2013 wurde das Gebäude umfangreich modernisiert und danach als Kulturhistorisches Museum neu eröffnet.

## Ausstellungen
Die Dauerausstellungen im Kulturhistorischen Museum zeigen Sammlungen aus dem Bestand der Mühlhäuser Museen zur Ur- und Frühgeschichte des Unstrut-Hainich-Kreises und zur Stadtgeschichte Mühlhausens. Die Dauerausstellung zur Thüringer Kunst wurde für die Sonderausstellung zum Bauernkrieg „freyheit 1525 – 500 Jahre Bauernkrieg“ vorübergehend ausgeräumt. Dort befindet sich vom 26. April bis 19. Oktober 2025 die Rezeptionsgeschichte des Bauernkrieges als Teil dieser Landesausstellung. Darin wird die unterschiedliche Interpretation der Bauernkriegsgeschichte vom 16. Jahrhundert bis zur Gegenwart dargestellt.
Die Dauerausstellung "Unstrut-Hainich tiefgründig" präsentiert archäologische Funde aus dem Unstrut-Hainich-Kreis und aus der Stadt Mühlhausen. Das Alter der ausgegrabenen Objekte reicht in die Zeit von der Jungsteinzeit bis ins frühe Mittelalter. Unter den Objekten befinden sich unter anderem keltische Schmuckstücke, ein römischer Münzschatz aus Altengottern und die Kopfplastik des römischen Gottes Jupiter Ammon.
Die Ausstellung zur Geschichte der Stadt Mühlhausen ist in vier Bereiche unter dem Namen "STADTgeschichten" gegliedert: ReichsSTADT, KirchenSTADT, BürgerSTADT, IndustrieSTADT. Herausragende Objekte sind unter anderem die "Mühlhäuser Pyxis" aus dem 12. Jahrhundert und das letzte Möve-Fahrrad aus Mühlhäuser Produktion aus dem Jahr 1961. Vorgestellt werden auch herausragende Mühlhäuser Persönlichkeiten wie Friedrich August Stüler, Wilhelm Gottlieb Tilesius von Tilenau und Johann August Röbling.